# مشعل العنزي (لاعب كرة قدم مواليد 1972)
مشعل العنزي (بالإنجليزية: Meshal Al-Anzi) (ولد في 26 يناير 1972) هو لاعب كرة قدم كويتي. شارك في مسابقة كرة القدم للرجال في الألعاب الأولمبية الصيفية 1992.

## مسيرته المحلية
لعب مشعل العنزي في صفوف الدوري الكويتي لعدة مواسم، وشارك مع عدد من الأندية الكويتية البارزة، حيث عُرف بقدراته الدفاعية القوية ومساهمته في إحراز العديد من البطولات المحلية مع فريقه.

## وصلات خارجية
- مشعل العنزي على موقع أوليمبيديا (الإنجليزية)